# 2914 Glärnisch
2914 Glärnisch este un asteroid din centura principală, descoperit pe 19 septembrie 1965, de Paul Wild.